# 977

## Události
V Iráku postavena Alího mešita.

## Narození
- ? – Vyšeslav Vladimirovič, novgorodský kníže († 1010)

## Úmrtí
- Doubravka – dcera českého knížete Boleslava I. z rodu Přemyslovců a od roku 965 manželka knížete Měška I., zakladatele polského státu. Byla také sestrou českého knížete Boleslava II., Mlady a Strachkvase.

## Hlavy států
- České knížectví – Boleslav II.
- Papež – Benedikt VII.
- Svatá říše římská – Ota II.
- Anglické království – Eduard II. Mučedník
- Skotské království – Kenneth II., Amlaib
- Polské knížectví – Měšek I.
- Západofranská říše – Lothar I.
- Magdeburské arcibiskupství – Adalbert (968–981)
- Uherské království – Gejza
- První bulharská říše – Roman I. Bulharský
- Byzanc – Basileios II. Bulharobijce